# Lacmidas
Lacmidas (em árabe: اللخميون) ou lakhmidas, também conhecidos como Banu Lakhm (em árabe: بنو لخم), eram um grupo de cristãos árabes que viveu na região sul do atual Iraque, onde fizeram de Hira sua capital, em 266. Poetas a descreveram como "um paraíso na Terra"; um poeta árabe em particular comentou, sobre a beleza e o clima agradável da cidade: "Um dia em Hira é melhor que um ano de tratamento." As ruínas de Hira encontram-se a três quilômetros de Cufa, na margem ocidental do Eufrates.